# آنکادینوندری ساکای
آنکادینوندری ساکای (به لاتین: Ankadinondry Sakay) یک منطقهٔ مسکونی در ماداگاسکار است که در تزیروآنوماندیدی واقع شده‌است. آنکادینوندری ساکای ۵۴٬۲۱۷ نفر جمعیت دارد و ۹۲۲ متر بالاتر از سطح دریا واقع شده‌است.